# 2006 في كولومبيا
فيما يلي قوائم الأحداث التي وقعت خلال عام 2006 في كولومبيا.

## رياضة
- 20 أغسطس – طواف كولومبيا 2006 الفائزون Lotería de Boyacá ‏، Fabio Montenegro  [لغات أخرى]‏، ألفارو سييرا، فابيو دوارتي، دانيال رينكون، Juan Pablo Forero [الإنجليزية]‏، José Castelblanco [الإنجليزية]‏.

## موسيقى

### أغاني
من الأغاني التي صدرت هذه السنة في كولومبيا:
- 1 فبراير – وراكي لا تكذب من غناء شاكيرا.

## وفيات

### يونيو
- 17 يونيو – بيدرو لوبيز (مواليد 1912) لاعب كرة قدم كولومبي.